# Cheila, una casa pa' maita
Cheila, una casa pa' Maíta es una película venezolana de temática LGBT estrenada en 2010, protagonizada por la actriz colombiana Endry Cardeño. Fue dirigida por Eduardo Barberena, escrita por Elio Palencia y producida por la Villa del Cine, abordando el tema de la transexualidad y la familia en situaciones de pobreza en un país fuertemente influenciado por el conservadurismo. 
La película está basada en la obra de teatro La Quinta Dayana, escrita por el mismo Elio Palencia, pieza que ha sido montada varias ciudades de Venezuela (Caracas, Barquisimeto, Villa de Cura y Puerto Ayacucho). 

## Argumento
Cheila regresa de Canadá a pasar navidades en la hermosa casa que pudo regalarle a su madre con todo su esfuerzo. Trae consigo una gran noticia: por fin hará realidad su sueño de cambiar de sexo y ser «una mujer total». Poco falta para operarse, pero requiere del apoyo de su familia.
Tras ver a la otrora hermosa “quinta” en completo deterioro y ocupada por un caótico tropel de hermanos, cuñadas y sobrinos, a Cheila se le develarán duras verdades que la harán replantearse la relación consigo misma y con su familia, al descubrir la mayor pobreza de la que adolecen: desamor, marginalidad, intolerancia y mezquindad.

## Sinopsis
Cheila, una mujer que nació en cuerpo de hombre regresa a casa para Navidad. Trae consigo grandes noticias, podría realizar su operación de cambio de sexo que tanto ha querido, pero al convivir con su familia dentro de la casa de su madre se replantea esta idea por los problemas que ocurren durante el desarrollo de la trama.

## Personajes
- Endry Cardeño - Cheila.
- Violeta Alemán - Maíta.
- Aura Rivas - Abuela
- Elodie Bernardeau - Katy.
- Luke Grande - Bachaco.
- Rubén León - Reinaldo.
- Freddy Aquino - Dayán.
- Verónica Arellano - Norma
- Nelson Acosta - Guicho
- Rhandy Piñango - Moncho
- Glennys Colina - Maigua
- José Manuel Suárez - Cheíto.
- Guillermo Londoño - Gordo
- Patricia Pachero - Noreidis.
- Rafael Roa - Reinor
- Yonaikel Burguillos - Pelón
- Carolina Torres - Zulay
- Moisés Berroterán - Kevin.

## Reseña
En esta película dirigida por Eduardo Barbenera, se pueden observar diferentes problemas sociales que existen en Venezuela, posee un personaje central llamada Cheila, que está dispuesta a realizar una operación que reafirmaría su identidad género. Luego de reunir el dinero viviendo en el extranjero, estuvo   tratando de superar todas las adversidades que se le habían presentado por no ser aceptado por su condición sexual.
Al regresar a su casa, esa que compró hace algunos años para su Maita, espera el apoyo de su familia, no solo moralmente si no económicamente, por eso regreso a Venezuela ya que  quiere pedirle a su familia poder hipotecar la casa para lograr costear la operación que cambiaría su vida. 
Sus hermanos tratan de persuadirlo de que no se realice la operación ya que   no es esencial, aunque el verdadero motivo es que la familia guarda un secreto y podría impedir que Cheila se realice la operación.  
La casa ya no era como ella la recordaba, muchos familiares habitaban ahí, había muchos secretos oscuros que debían salir a la luz.

## Recepción
Fue la gran triunfadora del Festival del Cine Venezolano en Mérida, Venezuela, llevándose los galardones más importantes:
- Mejor película
- Mejor actriz: Endry Cardeño
- Mejor actriz de reparto: Violeta Alemán 
Mejor guion: Elio Palencia
- Premio del público
- Mejor dirección: Eduardo Barberena